# Amphithrix sublineatella
Amphithrix sublineatella is een vlinder uit de familie snuitmotten (Pyralidae). De soort is gepubliceerd in 1859 door Staudinger.
De soort komt voor in Europa.